# Polionota kohnae
Polionota kohnae är en tvåvingeart som beskrevs av Allen L.Norrbom 1988. Polionota kohnae ingår i släktet Polionota och familjen borrflugor. Inga underarter finns listade i Catalogue of Life.